# چلتننگو
چلتننگو (به اسپانیایی: Chalatenango) یک منطقهٔ مسکونی در السالوادور است که در Chalatenango Department واقع شده‌است. چلتننگو ۱۳۱٫۵ کیلومتر مربع مساحت و ۲۱٬۱۰۲ نفر جمعیت دارد و ۳۹۶ متر بالاتر از سطح دریا واقع شده‌است.